# Negash
Negash est un village du nord de l'Éthiopie, dans le Tigré. Il est situé près d'Adigrat, il se trouve à 13° 53′ N, 39° 36′ E.

## Histoire

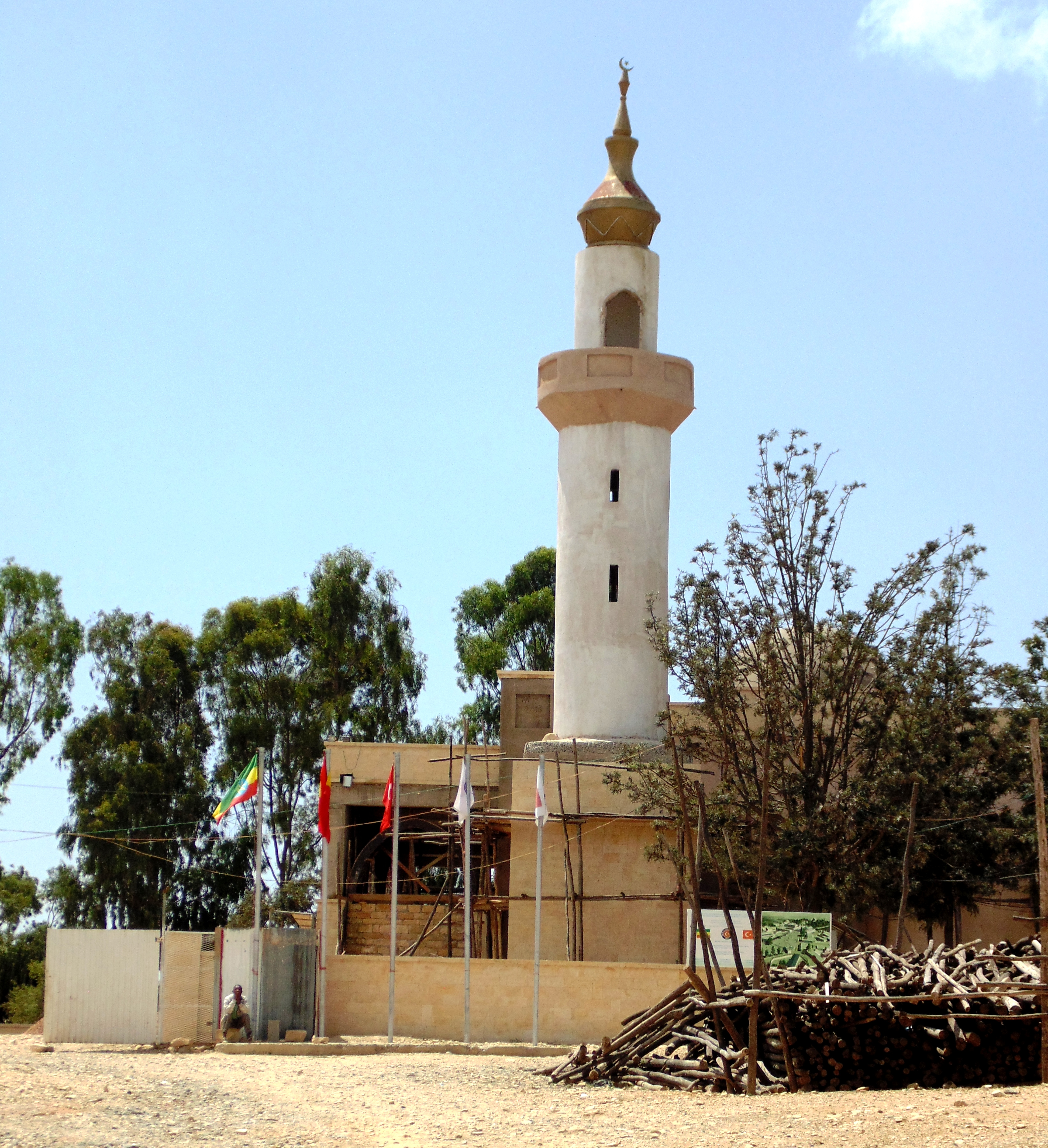
Mosquée Amedin

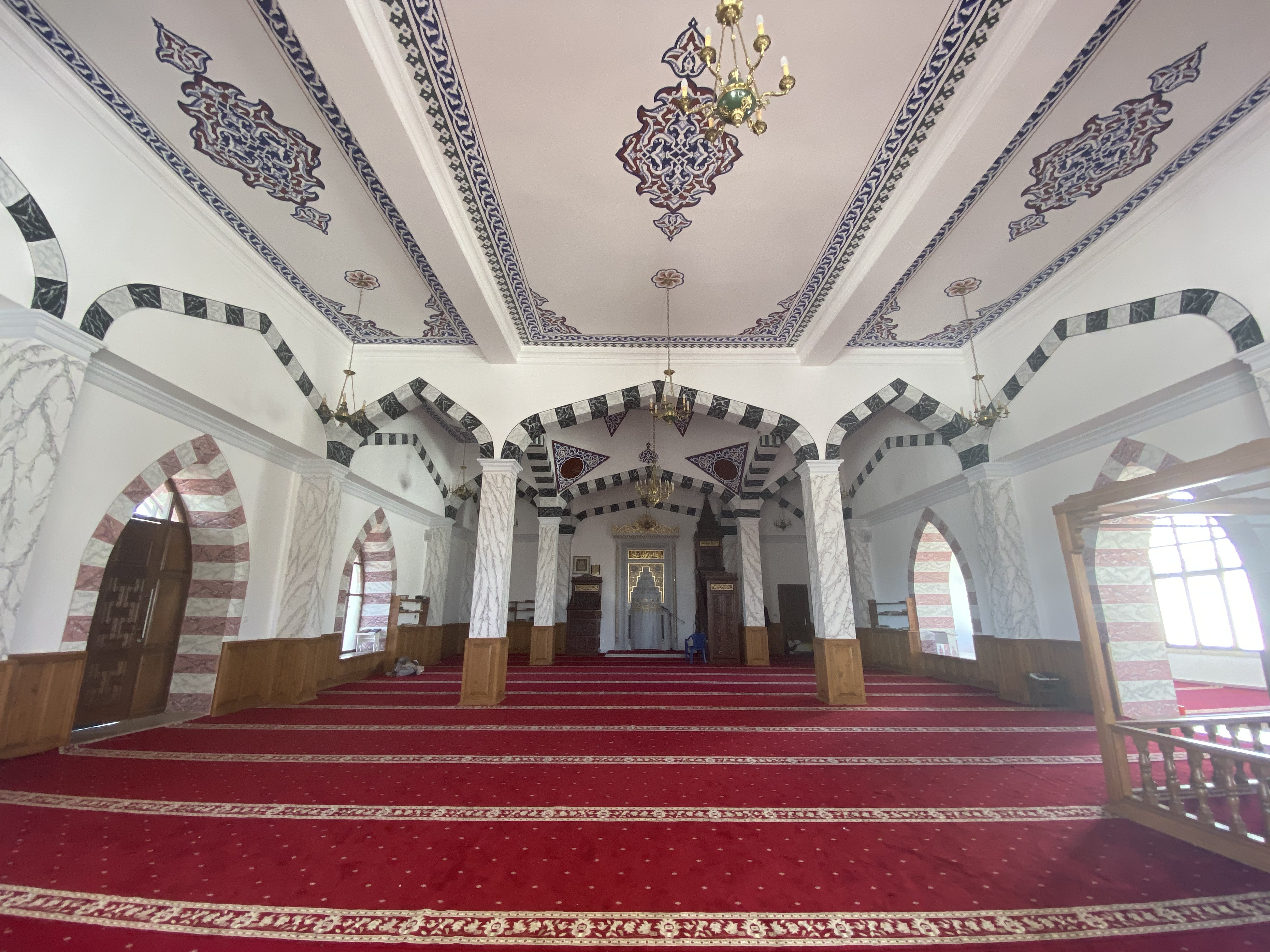
Intérieur de la nouvelle mosquée du village, finie en 2019

Negash est considéré comme le premier établissement musulman en Afrique, un cimetière datant du VIIe siècle ayant été retrouvé à l'intérieur des limites du village. Le Futuh al-Habasha rapporte qu'Ahmed Ibn Ibrahim Al-Ghazi visite la tombe d'Ashama ibn Abjar à Negash lors de son invasion de la province du Tigré, vers 1537. Negash est aussi connu pour abriter la mosquée Al Nejashi (en), l'une des plus vieilles du continent africain.
Durant la guerre du Tigré, cette dernière est gravement endommagée à cause des pillages et des bombardements,.

## Démographie
Dans les statistiques du recensement de 2007 publiées par l'Agence centrale de la statistique éthiopienne, le qebelé dans lequel se trouve Negash aurait une population totale de 7 753 habitants, dont 3 607 hommes et 4 146 femmes, répartis dans 1 689 ménages et 1 626 unités d'habitation. Bien qu'elle soit connue pour sa relation particulière avec l'islam, 98,2 % de la population suit l'Église orthodoxe éthiopienne Tewahedo, 1,1 % de la population est protestante et les 0,7 % restants sont musulmans.